# От Епин
От Епин (фр. Haute-Epine) насеље је и општина у североисточној Француској у региону Пикардија, у департману Оаза која припада префектури Бове.
По подацима из 2011. године у општини је живело 284 становника, а густина насељености је износила 42,2 становника/km². Општина се простире на површини од 6,73 km². Налази се на средњој надморској висини од 188 метара (максималној 189 m, а минималној 137 m).

## Демографија
| 1962. | 1968. | 1975. | 1982. | 1990. | 1999. | 2011. |
| ----- | ----- | ----- | ----- | ----- | ----- | ----- |
| 208   | 220   | 171   | 167   | 179   | 246   | 284   |

График промене броја становника у току последњих година